# Friedrich Josef Korntheuer
Friedrich Josef Korntheuer (né le 15 février 1779 à Vienne et mort le 28 juin 1829 dans la même ville) est un acteur autrichien.

## Biographie
Korntheuer commence une carrière dans la fonction publique à la demande de ses parents, mais choisit ensuite la carrière artistique qu'il voulait. De 1803 à 1804, il est engagé comme comédien à Klagenfurt puis s'installe au Burgtheater de Vienne, où il travaille jusqu'en 1808. Il devient metteur en scène à Brno à la demande d'Emanuel Schikaneder. De 1811 à 1813, il joue à nouveau au Burgtheater et au Theater an der Wien. De 1813 à 1815, il est nommé directeur du Ständische Theater de Brno, suivi de représentations à Pest, Stuttgart, Graz et Pressburg. De 1821 à 1825, il joue au théâtre de Leopoldstadt, où Ferdinand Raimund écrit pour lui le rôle de Longimanus dans Der Diamant des Geisterkönigs. Korntheuer incarne des rôles pour le même auteur, le Vieil Homme en 1826 dans Der Bauer als Millionär, Tutu dans Der Barometermacher auf der Zauberinsel, mais aussi Fabian dans Die Ballnacht de Johann Karl Waldon ou Werner dans Minna von Barnhelm de Gotthold Ephraim Lessing.
Il écrit plusieurs pièces, par exemple Das neue Jahr (1816), Das Lustspiel im Zimmer (1822), Alle sind verheiratet (1825), Amorosa (1826). Sa pièce Alle sind verliebt (1823) est la source d’Ein gebildeter Hausknecht de David Kalisch en 1858 et d'une pièce du même nom de Johann Nestroy la même année.
Korntheuer jouit d'une grande popularité parmi le public, avec des rôles à l'opposé de personnages martiaux et de personnages comiques. Avec son corps élancé, son flegme et son esprit vif, il devient un acteur populaire aussi important que ses collègues Raimund, Ignaz Schuster et Therese Krones. Adolf Bäuerle, le rédacteur en chef du Wiener Theaterzeitung, lui donne le surnom honorable de « Protée de la Volksbühne, Devrient du théâtre local ». Dans ses mémoires, Aus dem Leben eines Wiener Phäaken 1781–1862, Ignaz Franz Castelli consacre une nécrologie détaillée et très louable avec quelques anecdotes scéniques.
Friedrich Josef Korntheuer prend sa retraite de membre du théâtre de Leopoldstadt fin 1828 en raison d'une maladie et meurt quelques mois plus tard en juin 1829 à l'âge de 50 ans de ses graves souffrances.

## Source de la traduction
- (de) Cet article est partiellement ou en totalité issu de l’article de Wikipédia en allemand intitulé « Friedrich Josef Korntheuer » (voir la liste des auteurs).